# Liff & Barry
Liff & Barry ist eine amerikanisch-südafrikanische animierte Fernsehserie, die von Lucy Heavens und Nic Smal kreiert und von Disney Television Animation produziert in Zusammenarbeit mit Titmouse, Inc. produziert wurde. Die Serie wurde am 10. März 2023 auf Disney Channel uraufgeführt.
Im Juni 2024 wurde die Serie um eine dritte Staffel verlängert.

## Zusammenfassung
Die Serie spielt in Table Town, einer urbanisierten Berginsel, auf der Tiere und magische Kreaturen leben. Im Mittelpunkt der Serie stehen die Abenteuer von Liff, einem jungen, optimistischen und fröhlichen Glückshörnchen, dessen beste Absichten oft zu völligem Chaos führen, und ihrem besten Freund Barry, ein süßer und sanfter Hase. Während sie mit ihren Abenteuern die Insel im Sturm erobern, lernen sie dabei Lektionen über die Bedeutung von Akzeptanz, Freundschaft, Selbstlosigkeit, Selbstwertgefühl, Verantwortung und Aufrichtigkeit.

## Synchronisation
| Rolle             | Englischer Sprecher   |
| ----------------- | --------------------- |
| Liff Chatterley   | Kimiko Glenn          |
| Barry Buns        | H. Michael Croner     |
| Martin Chatterley | James Monroe Iglehart |
| Beryl Chatterley  | Lauren Ash            |
| Reggie            | Eric Bauza            |
| Candle Fox        | Vella Lovell          |
| Helen             | Lucy Heavens          |

## Produktion
Die Serie wird von Disney Television Animation und Titmouse, Inc. produziert. Zusätzlich zur Co-Produktion liefert Titmouse, Inc. auch die Animation für die Serie (die Auslandsanimation wird von Yearim, Rough Draft Studios, Synergy Animation und Digital eMation, Inc. bereitgestellt).

## Freigabe
„Liff & Barry“ wurde am 10. März 2023 gleichzeitig auf Disney Channel und Disney XD uraufgeführt, die ersten sechs Episoden der Serie wurden einen Tag später auf Disney+ veröffentlicht. Im Juni 2022 wurde bekannt gegeben, dass die erste Staffel der Serie dreißig 22-minütige Episoden umfassen wird.

## Kritik
Matthew Aguilar von „ComicBook.com“ behauptete: „Diejenigen, die zuschauen, werden sich bald in eine entzückende Zeichentrickwelt voller urkomischer Szenarien entführt fühlen, die immer einen Weg finden, auch nachvollziehbar zu sein.“ Joel Keller von Decider schrieb: "Kiff ist viel surrealer Spaß, mit einer warmen Freundschaft in seinem Zentrum. Vor allem werden Eltern es wegen seines klugen Humors fast genauso genießen wie ihre Kinder die Farben, Klänge und Slapstick-Einlagen." Ashley Moulton von Common Sense Media gab der Serie vier von fünf Sternen, lobte die Darstellung positiver Botschaften und Vorbilder und zitierte das Vorhandensein von Charakteren, die Freundlichkeit demonstrieren, und sagte: "Skurrile Buddy-Komödie feiert Kinderfreundschaften."